# Man (Unix)
man – narzędzie służące do wyświetlania stron pomocy man, stosowane w systemach Unix i uniksopodobnych. Nazwa jest skrótem od ang. manual – instrukcja obsługi. 

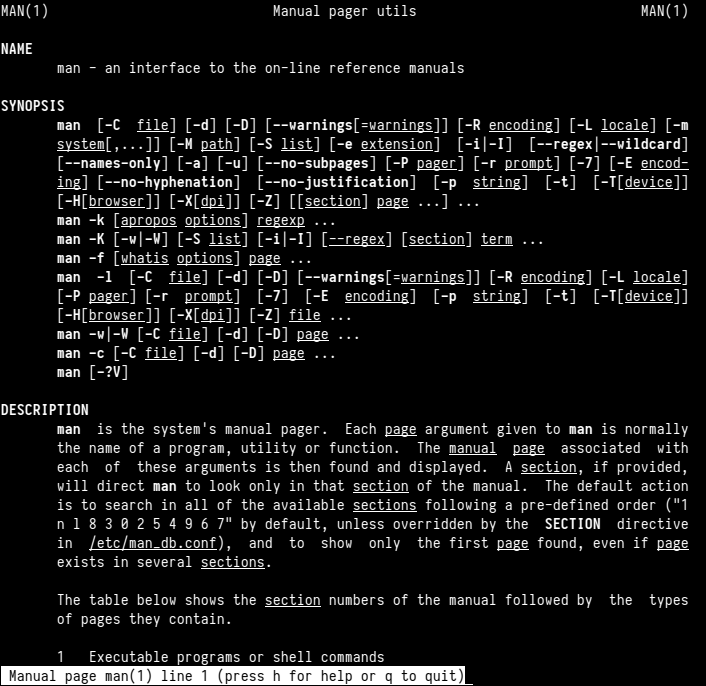
Strona pomocy programu dotycząca samej komendy. Polecenie wywołane w systemie Debian.

## Użycie
Aby wyświetlić wybraną stronę pomocy man należy wpisać w wierszu polecenia:
```
man 
nazwa_strony
```

Aby zamknąć stronę wystarczy nacisnąć klawisz Q. Instrukcja man niekoniecznie musi być czytana tylko przez użytkownika – można zastosować czytanie automatyczne, które pozwala na przetworzenie jej do wygodniejszego formatu np. do druku lub do wprowadzania treści w inteligentny analizator. Do czytania programowego najczęściej wyłącza się stronicowanie (podział na strony) – w przykładzie następuje zmiana domyślnego pagera na polecenie cat:
```
man -P cat man
```

Zdarza się, że istnieje kilka stron pomocy man o tej samej nazwie, różniących się jednak numerem sekcji, wtedy należy podać konkretny numer sekcji:
```
man 
numer_sekcji
 
nazwa_strony
```

Przykładowo stronę pomocy dla polecenia passwd można wywołać następująco:
```
man 
passwd
    # domyślnie zostanie wybrana sekcja 1
man 1 passwd  # jawnie wybrana sekcja 1
man 5 passwd  # jawnie wybrana sekcja 5
```

W Linuksie i BSD występują następujące sekcje tematyczne :
| Numer sekcji | Kategoria                           |
| ------------ | ----------------------------------- |
| 1            | komendy ogólne                      |
| 2            | wywołania systemowe                 |
| 3            | funkcje biblioteki C                |
| 4            | pliki specjalne                     |
| 5            | formaty plików                      |
| 6            | gry komputerowe i wygaszacze ekranu |
| 7            | różne                               |
| 8            | administracja systemem i daemony    |
W wersji Unix System V numeracja jest podobna:
| Numer sekcji | Kategoria                           |
| ------------ | ----------------------------------- |
| 1            | komendy ogólne                      |
| 1M           | administracja systemem i daemony    |
| 2            | wywołania systemowe                 |
| 3            | funkcje biblioteki C                |
| 4            | formaty plików                      |
| 5            | różne                               |
| 6            | gry komputerowe i wygaszacze ekranu |
| 7            | pliki specjalne                     |